# Медведева Пустынь
Медведева Пустынь (до апреля 2023 года — Пустынь) — село в Дмитровском городском округе Московской области. С 1994 по 2005 год входила в состав Большерогачёвского сельского округа.

## География
Расположено на правом берегу реки Сестры после слияния её с Яхромой, на границе с Тверской областью. На севере примыкает деревня Нижнево, на юго-западе располагаются деревни Усть-Пристань и Ольсово.

## История
Впервые упоминается в 1521 г. в духовной грамоте углицкого князя Дмитрия Ивановича. К тому времени на этом месте уже существовала Медведева пустынь — монастырь.
В 1764 году после секуляризационной реформы монастырь Медведева Пустынь был преобразован в приходскую церковь. Жители при монастыре образовали поселение Подмонастырская слободка. Данный населённый вошёл в состав образованной экономической Раменской волости.
От монастырских построек до наших дней сохранилась действующая церковь Рождества Богородицы (1547) с отдельно стоящей колокольней (нижние ярусы — XVI в., верхний — 1871 г.). Деревянная Спасская церковь (1809), перевезённая из села Дулово, сгорела в 1991 году.
После революции 1917 года был образован Подмонастырский сельсовет, который в 1923 году переименован в Нижневский. В 1954 году Нижневский сельсовет вошёл в состав Трёхсвятского.
В 1958 году селение Пустынь входит в состав Большерогачёвского сельсовета.
Постановлением Губернатора Московской области от 21 февраля 2019 года № 75-ПГ категория населённого пункта изменена с «деревня» на «село».
Распоряжением Правительства Российской федерации от 26 апреля 2023 года № 1075-Р село «Пустынь» переименовано в «Медведева Пустынь».

## Население
| 2002 | 2006 | 2010 |
| ---- | ---- | ---- |
| 6    | ↘4   | ↗30  |